# Friedrich Meumann
Friedrich Gottlieb Meumann (* 16. September 1869 in Langenberg, Kreis Mettmann; † nach 1920) war ein deutscher Maler, Grafiker und Kunstlehrer.

## Leben
Meumann war jüngstes von sechs Kindern des Langenberger Pfarrers Friedrich Ewald Meumann (* 1831) und dessen Ehefrau Pauline-Henriette, geborene Röhrig. Sein älterer Bruder war der spätere Experimentalpsychologe Ernst Meumann, zu dessen Biografie er 1915 durch einen Aufsatz in der Zeitschrift für Pädagogische Psychologie beitrug.
Meumann erhielt eine künstlerische Ausbildung in Düsseldorf und Berlin. Als Zeichenlehrer der Oberrealschule lebte er in Celle. Durch grafische Arbeiten machte er sich dort als Landschaftsmaler verdient.